# Pierre Selderslagh
Pierre Selderslagh (Bruxelles, 14 novembre 1872 – Ixelles, 23 gennaio 1955) è stato uno schermidore belga. Partecipò alla gara di fioretto individuale per maestri alle Olimpiadi 1900 di Parigi in cui ottenne il decimo posto.